# 吴伯宗
吳伯宗（1334年—1384年），名祐，字伯宗，以字行，江西金谿人，明朝政治人物，進士出身、狀元。

## 生平
明太祖洪武三年（1370年）中江西鄉試解元。次年，聯捷辛亥科状元，為明朝開國以來第一位狀元。賜給冠帶袍笏，授禮部員外郎，参与修编《大明日曆》。当时胡惟庸独揽大权，欲其附庸，吳伯宗不屈从，后被贬职于凤阳。后上疏谈论时政，弹劾胡惟庸，后朱元璋准奏，并召还。出使安南（今越南），取得四隻大象歸國。洪武十五年（1382年）为武英殿大学士。同年九月，奉命与翰林学士李翀、回回大师马沙亦黑、马哈麻等翻译《回回历》、《经纬度》、《天文》等书。洪武十七年（1384年）谪居雲南，暴卒途中。伯宗無子，殁时囊空如洗，由其妻倪氏勉力歸葬鄉里。

## 著作
著有《榮進集》4卷等。